# Mory Koné
Mory Koné – gwinejski piłkarz grający na pozycji obrońcy. W swojej karierze grał w reprezentacji Gwinei.

## Kariera reprezentacyjna
W 1976 roku Koné został powołany do reprezentacji Gwinei na Puchar Narodów Afryki 1976. Wystąpił w nim w dwóch meczach: grupowym z Ugandą (2:1) i w grupie finałowej z Marokiem (1:1).
W 1980 roku Koné powołano do kadry na Puchar Narodów Afryki 1980. Zagrał w nim w trzech meczach grupowych: z Marokiem (1:1), z Ghaną (0:1) i z Algierią (2:3).